# Echo Stadionu
Echo Stadionu – wydawany w latach 1945–46 w Warszawie tygodnik poświęcony sportowym wydarzeniom w kraju, za granicą i w stolicy. Pierwsze warszawskie czasopismo po II wojnie światowej poświęcone w całości tematyce sportowej.